# Île Tasman
Ne doit pas être confondu avec Île de Tasmanie.
L'île Tasman, en anglais Tasman Island, est une île australienne de forme ovale, d'une superficie de 1,2 km2, située au sud-est de la Tasmanie dans le groupe de l'île Tasman.

## Géographie

### Topographie
Elle est située sur la côte sud-est de la Tasmanie au large de la péninsule de Tasman et fait partie du parc national Tasman. C'est un plateau d'altitude moyenne de 280 m entouré de falaises abruptes de dolérite avec son point culminant à 300 m d'altitude. Il est le site d'un phare et d'une station météorologique qui ont été automatisés en 1976 et sont sans surveillance depuis 1977.  

### Écosystème
L'île était autrefois une région boisée. La forêt a pratiquement disparu à la suite de la coupe des arbres pour le bois de chauffage et des incendies. Lorsque le phare était tenu par des gardiens, ceux-ci pratiquaient l'élevage de bovins, d'ovins et de chevaux de trait et ils entretenaient des prairies pour leur pâturage. À l'heure actuelle, les prairies se mêlent à d'autres zones de végétation de type landes, broussailles, zones de filaos et de carex. Une importante plante actuelle, est la rare Allocasuarina crassa. 
L'île Tasman est un très important site de reproduction du Prion colombe, avec une population estimée de 300 000 à 700 000 couples ce qui en fait la plus importante colonie en Tasmanie et, peut-être, en Australie. D'autres espèces d'oiseaux de mer se sont reproduits sur l'île comme le Manchot pygmée et le Busard de Gould ou s'y reproduisent encore comme le Puffin à bec grêle et le Puffin fuligineux. 
Les jeunes oiseaux de mer sont la proie des chats sauvages. La population féline est estimée à environ 50 individus, se nourrissant principalement de prions colombes dont ils prélèvent environ 50 000 jeunes par an. Les chats sont désormais soumis à un programme d'éradication. 
Les otaries à fourrure d'Afrique du Sud et de Nouvelle-Zélande utilisent la côte rocheuse comme un point de repos et la deuxième espèce s'y reproduit en petit nombre. Les baleines à bosse passent par les eaux environnantes. Les reptiles de l'île comprennent les espèces de lézards Niveoscincus metallicus, Niveoscincus ocellatus, Liopholis whitii et Cyclodomorphus casuarinae. Un invertébré notable, dans la mesure où on le trouve uniquement sur l'île Tasman est le criquet Tasmanoplectron isolatum.